# Liste der denkmalgeschützten Objekte in Měcholupy
Grundlage dieser Liste der denkmalgeschützten Objekte in Měcholupy ist die ÚSKP-Liste (Ústřední seznam kulturních památek České republiky, deutsch Zentrale Liste der Kulturdenkmäler der Tschechischen Republik), die von der tschechischen Denkmalschutzbehörde NPÚ (Národní památkový ústav, deutsch Nationale Denkmalbehörde) seit 1987 geführt wird und an die seit dem Jahr 1850 geschaffenen Listen anschließt.

## Denkmalgeschützte Objekte in Měcholupy nach Ortsteilen

### Měcholupy(Michelob)
| Lage                                                        | Objekt                | Beschreibung | ÚSKP-Nr.                  | Bild                  |
| ----------------------------------------------------------- | --------------------- | --- | ------------------------- | --------------------- |
| Měcholupy 17 und 18, gegenüber vom Schloss (Standort)       | Mälzerei (Sladovna)   | Mälzerei der ehem. Dreher’schen Brauerei, ein zweistöckiges, dreiflügeliges Backsteingebäude in U-Form mit Nord- und Westflügel aus dem 19. Jahrhundert. Im Erdgeschoss des Hauses befinden sich blinde Arkaden, die durch Fensteröffnungen unterbrochen sind. Der Hof ist durch einen Holzzaun mit Backsteinpfeilern verschlossen. | 43017/5-1269 Info Katalog | Mälzerei (Sladovna)   |
| Měcholupy 1 (Standort)                                      | Schloss Měcholupy     | Schloss Michelob, Barockschloss vom Ende des 17. Jahrhunderts. Die ursprünglich frühbarocke Schlossanlage befindet sich am linken Ufer des Flusses Blšanka (Goldbach). Das vierflügelige Gebäude steht vermutlich an der Stelle der ursprünglichen Feste. Das heutige Aussehen ist das Ergebnis von Umbauten in der zweiten Hälfte des 19. und der ersten Hälfte des 20. Jahrhunderts. Das zweistöckige, vierflügelige Gebäude steht um einen geschlossenen Innenhof. Ein Flügel beherbergt die Kapelle. Der Wert der Anlage wird durch eine Anzahl von authentischen Elementen in den Innenräumen erhöht. Einzeldenkmale sind: Schloss, Kapelle, Brunnen, Schlosspark mit Hängebrücke sowie Einfriedung mit Tor. | 11568/5-1271 Info Katalog | weitere Bilder        |
| Měcholupy, an der Straße nach Lhotá (Wellhütten) (Standort) | Bildstock (Boží muka) | Bildstock | 51729/5-1272 Info Katalog | Bildstock (Boží muka) |

### Milošice (Miloschitz)
| Lage                                 | Objekt                                        | Beschreibung                        | ÚSKP-Nr.                  | Bild                                          |
| ------------------------------------ | --------------------------------------------- | ----------------------------------- | ------------------------- | --------------------------------------------- |
| Měcholupy, am Dorfplatz (Standort)   | Glockenturm (Zvonice)                         | Glockenturm                         | 43110/5-1275 Info Katalog | Glockenturm (Zvonice)                         |
| Měcholupy, im Dorfzentrum (Standort) | Nepomuksäule (Socha svatého Jana Nepomuckého) | Statue des hl. Johannes von Nepomuk | 43559/5-1274 Info Katalog | Nepomuksäule (Socha svatého Jana Nepomuckého) |

### Velká Černoc (Groß Tschernitz)
| Lage                      | Objekt                                 | Beschreibung | ÚSKP-Nr.                  | Bild                            |
| ------------------------- | -------------------------------------- | --- | ------------------------- | ------------------------------- |
| Velká Černoc 7 (Standort) | Bauernhaus (Venkovská usedlost)        | Bauerngehöft | 42293/5-1468 Info Katalog | Bauernhaus (Venkovská usedlost) |
| Velká Černoc (Standort)   | Wenzelskirche (Kostel svatého Václava) | Kirche des hl. Wenzel, einschiffiges Kirchengebäude errichtet von 1783–1787 mit Umfassungsmauer und Kirchturm mit Zwiebelkuppel und Laterne in der Mitte des Dorfplatzes. | 43537/5-1467 Info Katalog | weitere Bilder                  |

### Želeč (Seltsch)
| Lage                | Objekt                                   | Beschreibung | ÚSKP-Nr.                  | Bild                                |
| ------------------- | ---------------------------------------- | --- | ------------------------- | ----------------------------------- |
| Želeč 1 (Standort)  | Schloss Želeč                            | Schloss Seltsch, Herrenhaus aus dem 18. Jahrhundert am Dorfplatz von Želeč, mehrstöckiges, freistehendes Gebäude mit Walmdach auf einem T-förmigen Grundriss, mit folgenden Einzeldenkmalen: Schloss, Schlossgarten, Getreidespeicher, Haus (ehem. alte Schule), Stallungen, Scheunen, Gartenhaus und Einfriedung (ohne Tor). | 43150/5-1509 Info Katalog | weitere Bilder                      |
| Želeč (Standort)    | Statue des hl. Johannes von Nepomuk      | Statue des hl. Johannes von Nepomuk | 42389/5-1511 Info Katalog | Statue des hl. Johannes von Nepomuk |
| Želeč 13 (Standort) | Bauernhaus (Venkovská usedlost)          | Bauerngehöft | 43561/5-1512 Info Katalog | Bauernhaus (Venkovská usedlost)     |
| Želeč 52 (Standort) | Bauernhaus (Venkovská usedlost)          | Bauerngehöft | 43550/5-1514 Info Katalog | Bauernhaus (Venkovská usedlost)     |
| Želeč 37 (Standort) | Bauernhaus (Venkovský dům)               | Bauerngehöft | 43354/5-1513 Info Katalog | Bauernhaus (Venkovský dům)          |
| Želeč (Standort)    | Nikolauskirche (Kostel svatého Mikuláše) | Barockkirche des hl. Nikolaus, ein Sakralgebäude (1750) mit Presbyterium (1830) und Turm (1842). | 43359/5-1510 Info Katalog | weitere Bilder                      |